# Lykke
 For alternative betydninger, se Lykke (flertydig). (Se også artikler, som begynder med Lykke)
Lykke er en kompleks og subjektiv følelse, der ofte beskrives som en tilstand af velvære og tilfredshed. Det er dog vigtigt at bemærke, at lykke er subjektiv, og hvad der gør en person lykkelig, kan variere betydeligt fra enkeltperson til enkeltperson. Mennesker forfølger og opnår lykke på forskellige måder, og det kan være et dynamisk og evigt skiftende aspekt af livet.
På et grundlæggende niveau kan lykke defineres som en følelse af velvære og tilfredshed. Definitionen af lykke varierer imidlertid og kan opfattes på forskellige måder afhængigt af kulturelle, personlige og filosofiske perspektiver. Det er vigtigt at bemærke, at holdninger til lykke er forskellige, og ikke alle i den vestlige kultur deler de samme synspunkter.
Teorier om lykke varierer også, og der er flere perspektiver, der forsøger at forklare, hvad der skaber lykke. Nogle teorier fokuserer på genetiske og biologiske faktorer, mens andre lægger vægt på sociale, psykologiske eller kulturelle indflydelser.

## Populære opfattelser
Lykke er en individuel (mental eller emotionel) proces af forbigående tilstande af positive tanker eller følelser af varierende intensitet og stabilitet.  Betegnelsen lykkeglimt bruges mere om en kortvarig lykke. Lykke kan anses for at være en komponent i subjektiv velvære.
Andre behagelige følelser er glæde, opstemthed, tilfredshed, stolthed, hengivenhed og ekstase.
Faktorer, der er bestemmende for folks lykke, er forsøgt forklaret ud fra biologiske og samfundsmæssige årsager. Blandt de faktorer, der ofte antages som bestemmende for personlig lykke, er økonomi, sundhed, og familie, og i mindre grad personlige værdier.."Status quo", arbejdssituation, international situation, sociale værdier og politiske værdier spiller også en rolle. Økonomisk indkomst kan have indflydelse på personlig lykke. Det har været diskuteret, hvilken slags indkomst der har betydning: den relative indkomst, den absolutte indkomst eller indkomsten sammenlignet med ens tidligere indkomst.
Lykkeglimt er den lykkefølelse, som vi mærker i glimt af kortere eller længere varighed. Vi kan fysisk mærke, når vi står midt i et lykkeglimt eller mindes et lykkeglimt. Ingen er lykkelig hele tiden. Men nogle får eller skaber flere lykkeglimt end andre, og nogle er mere opmærksomme på "at samle" på lykkeglimt og lade sig berøre af lykkeglimt, end andre er. Det er forskelligt fra individ til individ, hvad der mærkes som lykkeglimt. Antallet og varigheden af lykkeglimtene i et menneskes liv er en vigtig ingrediens i det at have en højfølt livskvalitet. Lykkeglimt kan direkte mindske smerter.[kilde mangler]

## Teorier om lykke
Lykke er et komplekst og multifacetteret emne, der har været genstand for filosofisk refleksion og videnskabelig forskning gennem tidernes løb.

### Utilitarisme
Utilitarismen, der især forbundet med tænkere som Jeremy Bentham og John Stuart Mill, betragter handlingers moralske værdi ud fra deres nytte eller deres evne til at maksimere lykke eller nytte. Utilitarismen lægger mest vægt på den kvantitative side af lykke. Det handler ikke kun om at øge lykkens kvalitet, men også om at maksimere mængden af lykke. Det indebærer at afveje og sammenligne lykkeniveauet for forskellige handlinger og beslutninger. Utilitarismen fokuserer i den forbindelse på det største antal mennesker. Det er ikke kun individets lykke, der tages i betragtning, men derimod samfundets samlede velvære. Handlinger vurderes ud fra, hvor meget de bidrager til den generelle velvære.

### Evolutionspsykologi og biologi
Biologiske og evolutionære tilgange til lykke søger at forstå, hvordan vores biologi og evolutionære historie kan forme vores oplevelse af lykke. Dette inkluderer at undersøge biologiske mekanismer, neurotransmittere og genetiske faktorer, der potentielt kan påvirke vores humør og følelsesmæssige tilstand.
Forskning har identificeret visse neurotransmittere, såsom serotonin, dopamin og oxytocin, der spiller en rolle i reguleringen af humør og følelser. Disse kemiske stoffer i hjernen påvirker vores følelsesmæssige tilstande og kan have indflydelse på vores opfattelse af lykke. Belønningskredsløbsteorien antyder, at hjernen er involveret i belønningsmekanismer, der påvirker følelser af lykke og nydelse. Dopamin er en neurotransmitter, der spiller en central rolle i dette belønningskredsløb, og det er forbundet med følelser af glæde og belønning. Studier, der anvender tvillinge- og adoptionsmetoder, har indikeret, at der er en genetisk komponent i variationen af lykke. Dette antyder, at en del af individets tilbøjelighed til at være lykkelig kan være arvelig.
Endorfiner er kemiske forbindelser, der produceres af kroppen og fungerer som naturlige smertestillende og humørforbedrende stoffer. Ifølge endorfinhypotesen kan udskillelsen af endorfiner under visse aktiviteter, som f.eks. motion, bidrage til en følelse af eufori eller "løberens høje."
Evolutionært set kan der være fordele ved at have en vis grad af positiv følelsesmæssig tilstand, da det kan have bidraget til overlevelse og reproduktion. For eksempel kan motivationen til at søge belønninger have været evolutionært fordelagtig.

### Positiv psykologi og flow-psykologi
Positiv psykologi, som blev udviklet af Martin Seligman og andre, fokuserer på at forstå og fremme positive aspekter af den menneskelige psyke, herunder lykke. Mennesker, der gennemgående har et positivt livssyn, føler sig - alt andet lige - mere lykkelige end mennesker, der har et negativt livssyn.Teorien undersøger, hvordan individer kan trives og opnå deres fulde potentiale. Det involverer forskning i karakterstyrker, flow og meningsfulde liv.
Flow-tilstanden, udviklet af psykologen Mihaly Csikszentmihalyi, henviser til en tilstand, som ofte er forbundet med øget lykke. Flow beskriver en tilstand af fuldstændig engagement og fokus i en aktivitet, hvor personens færdigheder passer nøjagtigt til udfordringerne ved aktiviteten. Når en person oplever flow, bliver tid og selvbevidsthed ofte glemt, og det er i denne tilstand, at mange mennesker rapporterer en dyb følelse af tilfredshed og lykke.

### Adaptionsteori
Adaptationsteorien er en psykologisk teori, som blev udviklet af Daniel Kahneman og Ed Diener. Denne teori antyder, at folk har en tendens til at tilpasse sig livets begivenheder, både positive og negative, og at ekstreme hændelser har en midlertidig indvirkning på lykke. Efter en vis tid vender mennesker ofte tilbage til deres baseline-lykkeniveau. Disse forskere har således argumenteret for at lykkefølelsen er adaptiv, således at folk, der for eksempel vinder i et lotteri, over tid ikke vil være lykkeligere end almindelige folk.

## Undersøgelser af lykke
Lykkeundersøgelser er forskning og studier, der fokuserer på at forstå og måle lykke og trivsel hos individer og samfund. Disse undersøgelser stræber efter at identificere de faktorer, der påvirker menneskers lykke, samt at udvikle metoder til at kvantificere og analysere lykke på en objektiv måde. Lykkeundersøgelser kan omfatte forskellige discipliner som psykologi, sociologi, økonomi og folkesundhed. Undersøgelser som World Happiness Report og Gallup World Poll måler lykke på globalt plan ved at vurdere en række faktorer, herunder indkomst, social støtte, forventet levetid, frihed, tillid og korruption.
Når folk selv vurderer deres lykke, så var danskere de lykkeligste folk i Europa ifølge en undersøgelse fra Cambridge Universitet, rapporteret i 2007. Også forskere fra Michigans Universitet satte danskere øverst i en global undersøgelse fra 2008.

## I Danmark
I Danmark har begrebet "lykke" fået særlig opmærksomhed på grund af landets gentagne rangering som et af verdens lykkeligste lande ifølge forskellige undersøgelser, såsom World Happiness Report. Selvom Danmark ofte rangeres højt i lykkeundersøgelser, er det ikke ensbetydende med, at alle borgere i landet automatisk oplever lykke eller på samme måde.
Mange danske forfattere har udforsket temaet lykke i deres værker. H.C. Andersen er bedst kendt for sine eventyr, der ofte indeholder dybere lag og symbolske elementer. Et af hans eventyr, der direkte berører emnet lykke, er "Lykkens Galocher." "Lykkens Galocher" fortæller historien om en fattig ung pige ved navn Karen, der får et par magiske galocher, der giver hende evnen til at danse sig ind i lykke og rigdom. Imidlertid indser hun ikke, at hendes egen besættelse med at danse og opnå rigdom fører hende væk fra de sande værdier i livet, som kærlighed og medmenneskelighed. Galocherne fører hende på en rejse, der ender med at koste hende både hendes helbred og sjæl. Andersen udforsker i dette eventyr ikke kun lykkens natur, men også de potentielle farer ved at forfølge lykke på bekostning af andre mennesker og ens egen indre fred. "Lykkens Galocher" er derfor ikke blot en fortælling om at opnå ydre succes, men også en advarsel om vigtigheden af at finde en balance og forstå de sande værdier i livet.
"Lykke-Per" er en roman skrevet af den danske forfatter Henrik Pontoppidan. Romanen, der fuldstændigt tituleres "Lykke-Per: En Roman," blev udgivet i perioden 1898-1904. "Lykke-Per" følger historien om Per Sidenius, der kæmper sig gennem livet for at opnå succes og lykke. Per kommer fra en religiøs baggrund, men han forlader sin familie og går imod sin fars ønsker for at forfølge videnskab og teknologi. Romanen udforsker Per's personlige og intellektuelle udvikling samt de udfordringer, han står over for på sin vej mod det, han betragter som lykke.
Flere danske forskere har også beskæftiget sig med emnet lykke. Nogle af dem har skrevet populære bøger, artikler eller deltaget i forskning om lykke og livskvalitet. Meik Wiking er herunder en dansk forfatter og direktør for Institut for Lykke i København. Han er kendt for sin bog "Den lille bog om lykke”, hvor han udforsker de faktorer, der bidrager til lykke, og hvordan man kan maksimere livsglæden. Christian Bjørnskov er en dansk økonom og forsker, der har beskæftiget sig med emner som økonomisk frihed, tillid og deres forbindelse til lykke. Hans forskning kaster lys over, hvordan samfundsforhold påvirker individets opfattelse af lykke. Professor Kaare Christensen er en dansk epidemiolog og leder af Center for Sund Aldring ved Syddansk Universitet. Hans forskning fokuserer på aldring og sundhed, og han har bidraget til studier, der undersøger faktorer, der påvirker sundhed og lykke på tværs af livet. Filosoffen Søren Harnow Klausen har udgivet bogen På sporet af din lykke, der ser på lykkens betingelser ud fra et mere humanistisk perspektiv. Fra et tilsvarende perspektiv viser litteraten Torsten Bøgh Thomsen, at lykken har fået andre betingelser i en tid med klimakriser.
Der findes også flere danske psykologer, som har forsket i fænomenet lykke. Herunder har Hans Henrik Knopp skrevet bogen Positiv psykologi, der blandt andet giver en introduktion til lykkepsykologi. Malene Friis Andersen er en dansk psykolog. Hun har forsket i lykke og subjektiv trivsel, og hendes arbejde fokuserer på forholdet mellem lykke og sociale relationer. Det er vigtigt at bemærke, at lykkeforskning ofte er et tværfagligt område, og psykologer fra forskellige specialer bidrager til forskningen. Deres arbejde kan spænde over klinisk psykologi, positiv psykologi, neurovidenskab og andre områder for at give en bredere forståelse af, hvordan lykke opnås og vedligeholdes.

## Kritik
Nogle kritikere hævder, at den vestlige kultur i høj grad fokuserer på materielle goder som en vej til lykke, hvilket kan føre til overforbrug og miljømæssige konsekvenser.
Ifølge nogle kritikere kan adgangen til ressourcer og muligheder være ujævn i samfund med betydelig social ulighed, hvilket kan påvirke folks evne til at opnå lykke på lige vilkår.
Andre kritikere hævder, at lykkeidealet nogle gange kan virke mod hensigten og have uventede negative konsekvenser. De stærkeste kritikere hævder, at efterstræbelsen af lykke kan øge forekomsten af stress, angst og depression.

## Citater om lykke
- "Materialistiske mål er ikke en vej til vedvarende lykke. Der er massiv dokumentation for, at mennesker, som har materialistiske mål, er mindre lykkelige end de, der har immaterielle mål, som for eksempel relationer og personlig udvikling." (Investeringsekspert James Montier)

- "Mennesker lider under den vildfarelse, at de har brug for 'noget' for at kunne være lykkelige. ... De indser ikke, at lykke bare er en livsanskuelse, en indstilling, en vane." (Forfatteren Anand Dilvar)

- "Lykke er så vigtigt, at det transcenderer alle andre verdslige hensyn." og "Lykke er meningen og formålet med livet, den ting der styrer tilværelsen." (Den græske filosof Aristoteles)

- "Lykke er for de fleste, til alle tider, det hemmelige motiv til alt, hvad de gør." (Den amerikanske psykolog William James (1842-1910)
- "Lykke er, når forventninger og virkelighed stemmer overens." (Troels Kløvedal (forfatter og verdensfarer))
- "Hvad er lykken andet end at være i overensstemmelse med sig selv." (Henrik Ibsen (forfatter))
- "I det øjeblik, du blev født, fik du evnen til lykke og retten til at gå efter den." (Birgitte Hultberg (forfatter og psykolog)
- "Livet er langt, lykken er kort – Salig er den der tør give den bort" – (Kim Larsen (sanger))
- "Lykke er hvad lykke gi'r" – (Sebastian (sanger og digter))